# Tatort: Gegenspieler
Gegenspieler ist ein Fernsehfilm aus der Krimireihe Tatort. Der vom Bayerischen Rundfunk produzierte Beitrag wurde am 13. September 1987 im Ersten Programm der ARD erstgesendet. Er ist der siebte und letzte Einsatz von Kommissar Lenz, gespielt von Helmut Fischer.

## Handlung
Jürgen Koch ist schon eine Weile arbeitslos und möchte seiner Freundin Elli Reisinger, die eine Kneipe besitzt, nicht länger auf der Tasche liegen. Zudem plant er, mit ihr ein ordentliches „Ristorante“ zu eröffnen. Der Versuch, sich das Geld dazu über Glücksspiel zu verschaffen, scheitert. Er verliert seinen gesamten Einsatz am Ende an einen Hans Werner Hartung. Da er sich das Ausgangskapital für die Zockerrunde von Elli nur „geliehen“ hat und es in ihre Kasse zurücklegen will, lässt er sich zu einem Überfall auf eine kleine Autohandlung verleiten. Obwohl zunächst alles wie geplant verläuft und er mit seiner Beute das Geschäft schon verlassen hat, zieht der Besitzer seine Pistole und schießt. Koch reagiert schnell und trifft den Mann am Arm. Dummerweise hat Hartung in der Zwischenzeit sein Auto entwendet, um Oberst a. D. von Bredow zu erschießen. So flieht Koch zu Fuß und springt auf einen vorbeifahrenden Bus auf.
Koch kann seinen Erfolg jedoch nicht genießen. Die Polizei erscheint und fordert eine Erklärung, warum er einen Gemüsestand umgefahren habe und danach einfach weitergefahren sei. In der Hoffnung, mit diesem Unfall ein Alibi zu erlangen, gibt er die Fahrerflucht zu. Damit gerät er aber erst richtig in Schwierigkeiten, denn dem Fahrer seines Wagens wird der Mord an einem alten Oberst angelastet. Dieser wurde in seiner Grünwalder Villa erschossen aufgefunden, 30.000 Mark wurden entwendet. Kriminalkommissar Lenz nimmt Koch als dringend tatverdächtig fest. Er hat jedoch auch Zweifel, da Kochs Aussagen etwas wirr erscheinen. Bei einer Gegenüberstellung kann ihn die Witwe des ermordeten Oberst nicht eindeutig identifizieren. Seltsamerweise ist Hartung dort als Chauffeur angestellt. Koch erklärt dem Kommissar, er habe Hartung beim Pokerspiel kennengelernt.
Lenz findet heraus, dass der Oberst Hartung als einen der Erben eingesetzt hat und dass er unter den Launen des Oberst zu leiden hatte. Obwohl Lenz einige Beweise gegen Hartung sammeln kann, ist seine Überführung doch schwieriger als gedacht. Erst als es ihm gelingt, die Tatwaffe zu finden, wird Hartung überführt. Der hatte Kochs geplantem Überfall mitbekommen und den Verdacht auf Koch gelenkt.

## Hintergrund
Mit dieser Folge verabschiedet sich Helmut Fischer als Tatort-Kommissar.
Kriminalobermeister Josef Brettschneider wird auch hier durch Kriminalobermeister Franzjosef Schneider (Georg Einerdinger) ersetzt.

## Musik
Neben der von Jiry Berdych komponierten Filmmusik werden folgende Stücke als Hintergrundmusik zitiert:
- Kriminal-Tango von Piero Trombetta und Kurt Feltz (zu Beginn in Elli’s Imbiss)
- Vorspiel zum 1. Aufzug der Oper Siegfried von Richard Wagner (bei der Ermordung von Oberst von Bredow)
- Ouvertüre zur Operette Pique Dame von Franz von Suppè (bei der anschließenden Begegnung von Hans Werner Hartung und Hannelore Engel)

## Rezeption

### Einschaltquoten
Die Erstausstrahlung von Gegenspieler am 13. September 1987 wurde in Deutschland von 13,93 Millionen Zuschauern gesehen und erreichte einen Marktanteil von 37,0 Prozent für Das Erste.

### Kritik
Die Kritiker der Fernsehzeitschrift TV-Spielfilm meinen, dieser Film sei ein „leichtgängiger Krimi, liebevoll inszeniert“.